# Янёво
Янёво — село в Суздальском районе Владимирской области России, входит в состав Селецкого сельского поселения.

## География
Село расположено в 7 км на запад от райцентра города Суздаль.

## История
Янево — бывшая вотчина Суздальского архиерейского дома, которому было пожаловано в первой половине XVI столетия великим князем Василием Ивановичем. Жалованная грамота этого князя около 1576 года сгорела, поэтому Варлаам, епископ Суздальский, просил великого князя Иоанна Васильевича дать подтвердительную грамоту на право владения Яневом и другими сёлами Суздальского и Владимирского уездов, каковая и дана была в 1578 году 3 февраля. О времени основания церкви в селе ничего неизвестно, но, несомненно, что она существовала в XVI столетии, так как Янево в приведённом документе называется селом. Существующая церковь построена в 1781 году тщанием прихожан, при ней тёплая церковь построена в 1844 году. Зданием обе каменные и колокольня тоже. Престолов два: в холодной — во имя Казанской иконы Божией Матери, в тёплой — во имя пророка Илии. В 1896 году в селе Яневе числилось 164 двора, душ мужского пола 501, а женского — 575. С 1884 года в селе существовало земское народное училище.
В конце XIX — начале XX века село являлось центром Яневской волости Суздальского уезда.
С 1929 года село являлось центром Яневского сельсовета Суздальского района, с 1965 года — входило в состав Гавриловского сельсовета.

## Население
| 1859 | 1897 | 1905 | 1926  | 2002 | 2010 | 2021 |
| ---- | ---- | ---- | ----- | ---- | ---- | ---- |
| 776  | ↗856 | ↗972 | ↗1141 | ↘121 | ↘90  | ↗141 |

## Достопримечательности
В селе находятся действующая Церковь Казанской иконы Божией Матери (1781) и полуразрушенная Церковь Илии Пророка (1844).
2 августа 2023 года митрополит Тихон (Емельянов) освятил памятный камень с текстом жалованной грамоты царя Ивана Грозного, в которой впервые упоминается село Янёво в 1578 году. Памятный знак с датой основания села был установлен усердием главы Собинского района Александра Всеволодовича Разова, жителя села Янёво, и старосты Ильинского храма Ирины Львовны Кузнецовой.